# Dominique Vincetti
Dominique « Dumenicu » Vincetti (né à Silvareccio en Haute-Corse le 7 septembre 1916 et abattu  le 19 août 1943 à Casta est un résistant corse.

## Biographie

### Guerre civile espagnole
Communiste, il est des volontaires internationaux qui combattent les fascistes durant la guerre civile espagnole, durant laquelle il est gravement blessé à une jambe par une balle explosive à la cuisse .

### Résistance en Corse
Durant la Seconde Guerre mondiale, il est l'un des animateurs de la Résistance en Corse, où il fait partie du comité départemental du Front national pour la libération. Dominique Vincetti est le responsable de l'armement de ce groupe de résistance. Il est chargé de diriger la récupération et de la distribution des armes parachutées par les alliés ou livrées par des sous-marins anglais ou français comme le Casabianca.Il boitait, ce qui le rendait repérable par l'occupant. Son frère d'armes du même village Paul-Hyacinthe Arrighi l'accompagne régulièrement.Le 9 juin 1943, ils seront présents lors du débarquement à l'embouchure du Travo (fleuve). Du Travo, Dominique et Hyacinthe rapportèrent des armes mais surtout un poste de radio. C’est de ce poste que le 8 septembre 1943, du clocher de Porri , le Radio Bertrand enverra à Alger le message du soulèvement populaire décidé pour le lendemain 9 septembre.

#### Débarquement d'armes sur la plage de Saleccia, combat à Casta
Il dirige les opérations de répartition de vingt-sept tonnes d'armement débarqué par le sous-marin Casabianca  sur la plage de Saleccia en août 1943. Lors de ce  débarquement  il est dénoncé ainsi que ses amis par un traitre. Ils sont alors encerclés et sommés de se rendre par les Chemises noires et les carabiniers, le 19 août 1943. Vincetti refuse et parvient à tuer onze ennemis avant d'être abattu ainsi les armes à la main à Casta à l'entrée du désert des Agriates. Il meurt le 22 août 1943, alors que la Libération de la Corse approchait.
Jean Simi relate ainsi les faits : « Ils ouvrirent le feu. Les munitions épuisées, ils essayèrent de forcer le barrage. Vincetti tombait, Galletti par miracle passait. Chemises noires et carabiniers s'abattaient sur Casta par centaines. Maisons défoncées, pillées, incendiées. Vingt-trois hommes étaient arrêtés, tous les autres prenaient le maquis. Pourchassés par des bataillons entiers, ils vécurent des heures terribles. Dominique Agostini, blessé à une jambe, resta quatre jours terré sous un buisson sans manger et boire. ».
Une stèle rappelle son action à Casta, il est enterré à Silvareccio où son corps est transféré le 25 janvier 1944.

## Distinctions
- Croix de guerre 1939–1945 avec palme[2],[5]. Citation à l’Ordre de l’Armée « Patriote corse, ayant au cœur l’amour de son pays et la haine de l’envahisseur. Fut parmi les premiers qui organisèrent la Résistance dans l’île, participa à tous les coups de main, aux missions périlleuses et s’y distingua toujours par son audace, son courage et son esprit de sacrifice. Tombé sous les balles italiennes, ayant lutté jusqu’au bout, seul contre cent, au soir d’une mission dangereuse qu’il venait de conduire à bonne fin, est mort en criant sa foi dans la libération de la patrie et sa joie de mourir pour elle."
- Médaille de la Résistance française[6]. par décret du  31 Mars 1947